# Саховат (Шахритусский район)
Саховат (тадж. Саховат) — село в Хатлонской области Республики Таджикистан. 
Входит в состав джамоата (сельской общины) им. Худойназара Холматова Шахритусского района.
Находится на расстоянии 21 км от райцентра (пгт. Шахритус) и 21 км от центра джамоата (село Кахрамон).
Название села означает «щедрость».
Население — 1260 чел. (2017).